# Aliou Boubacar Diallo
Pour les articles homonymes, voir Diallo.
Aliou Boubacar Diallo, né le 18 novembre 1959 à Kayes, est un homme d'affaires et homme politique malien. Il est surtout connu comme le premier malien à avoir mis une mine d’or industrielle en production. Il est également président-fondateur et actionnaire majoritaire de « Hydroma Inc. » anciennement « Petroma Inc. », société spécialisée dans la recherche et la production de l’hydrogène.

## Biographie

### Origine et formation
Fils de cheminot, Aliou Diallo bénéficie après obtention de son baccalauréat passé au lycée technique de Bamako, d'une bourse qui lui permet d'étudier à la faculté des sciences économiques, juridiques et politiques de Tunis (DEUG option économie, 1979 à 1981) puis à l'université de Picardie en France et d'obtenir une licence et une maîtrise en économie et gestion financière (1982-1983). 

### Carrière professionnelle
Entre 2002 et juin 2019, Aliou Boubacar Diallo est le président-directeur général de Wassoul'or, première tentative d'ouverture d'une mine d'or industrielle au Mali à capitaux d'abord essentiellement nationaux. La société d’exploitation et de production de ressources minières de Kodiéran, propriété de Wassoul’or, se trouve dans la localité de Faboula (région de Sikasso) au Mali. Bien que le Mali soit le troisième producteur d'or du continent africain, après l'Afrique du Sud et le Ghana, Aliou Boubacar Diallo a été le premier Malien à ouvrir en février 2012, une usine de production.
Depuis 2006, Aliou Diallo est également le président de « Hydroma Inc. », anciennement « Petroma Inc. », une entreprise canadienne spécialisée dans la recherche du pétrole et du gaz au Mali. À la suite de l'attribution de deux blocs de forage au nord de Bamako par l'AUREP, des travaux de recherche et d’exploration ont été entrepris,.
Il a été pionnier dans plusieurs secteurs clés de l'économie malienne. Aliou Diallo est la première personne au monde à avoir utilisé l'hydrogène naturel pour produire de l'électricité sans émission de CO2, à travers une unité pilote de production d’électricité par combustion directe d’hydrogène et une pile à combustible, alimentées par l'hydrogène naturel[réf. nécessaire].

### Lancement d’ADP-Maliba
En janvier 2013, il crée l’Alliance démocratique pour la paix-Maliba (ADP-Maliba), un parti politique qui se donne pour mission de « renouveler la politique » malienne par « la construction d’un Mali démocratique et prospère par l’économie sociale de marché, ce qui signifie que l’État garantit la liberté des activités économiques tout en créant un équilibre social. ». ADP-Maliba est la troisième force politique parlementaire avec huit députés élus à l’Assemblée nationale[Quand ?].

### Élection présidentielle de 2018
Le 11 mars 2018, Aliou Boubacar Diallo annonce qu’il se présente à l’élection présidentielle de 2018, sous les couleurs de son parti, l’ADP-Maliba. Soutenu par plusieurs dignitaires musulmans, il obtient 8,03 % des voix au premier tour, arrivant en troisième position.

### Élections législatives de 2020
Il est élu député aux élections législatives maliennes de 2020 dans la circonscription de Kayes. Il est à la tête du groupe parlementaire « Benso ». L'Assemblée nationale est dissoute le 19 août 2020 après un coup d'État.

### Élection présidentielle de 2022
Il est candidat a l'élection présidentielle malienne de 2022.

### Autres initiatives

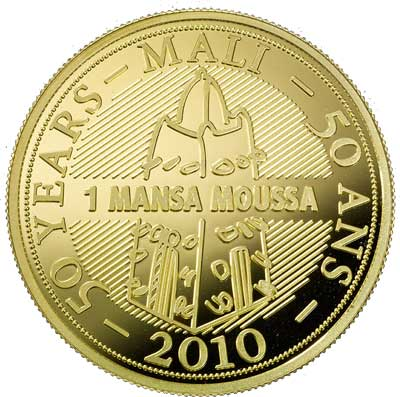
Pièce d’or « Mansa Moussa » pour célébrer le cinquantenaire du Mali.

À l'occasion des cinquante ans d’indépendance du Mali, le 22 septembre 2012, Aliou Diallo a conçu la pièce d’or commémorative de 24 carats Mansa Moussa.